# Toussaint Natama
Toussaint Natama (Uagadugú, Alto Volta, 31 de octubre de 1982-19 de agosto de 2024) fue un futbolista burkinés que jugó en la posición de delantero.

## Carrera

### Club
| Periodo   | Club                       |
| --------- | -------------------------- |
| 1998-2000 | EF Ouagadougou             |
| 2000-2001 | Al-Ittihad Alexandria Club |
| 2001-2004 | KVC Westerlo               |

### Selección nacional
Jugó para Burkina Faso en tres ocasiones de 2001 a 2004, fue convocado para jugar en la Copa Africana de Naciones 2004 pero una lesión durante un partido amistoso ante Guinea en Marsella lo dejó en coma por dos semanas luego de que se le encontrara una hemiparesia que le paralizó el lado izquierdo de su cuerpo, por lo que fue forzado a retirarse del fútbol.

## Logros
- Copa de Burkina Faso (1): 1999
- Supercopa de Burkina Faso (1): 1998/99